# STU48
STU48 (tiếng Nhật: エスティーユー フォーティーエイト, đã Latinh hoá: Esutīyū fōtīeito, tiếng Anh: S.T.U. Forty Eight) là nhóm nhạc nữ thần tượng Nhật Bản được thành lập bởi Akimoto Yasushi, đây là nhóm nhạc chị em thứ 6 của AKB48 tại Nhật Bản ra mắt năm 2017. Nhóm được đặt theo tên vùng Setouchi và có một nhà hát trên tàu (船上 劇場, senjō gekijō) từ 2019 đến 2021. Nhóm được đồng sở hữu bởi hội đồng du lịch của vùng Setouchi và thường xuyên tham gia quảng bá nhóm. Đội trưởng và đội phó hiện tại của nhóm là Imamura Mitsuki và Fukuda Akari. 

## Lịch sử

### 2016–2017:  Ra mắt & những bước tiến đầu tiên
Vào ngày 10/10/2016, STU48 được công bố trước công chúng tại AKB48 Unit Janken Taikai 2016 tổ chức ở Kobe World Kinen Hall. Ngoài ra, AKB48 tiết lộ nhà hát của STU48 sẽ ở trên một con tàu. Nhóm sẽ bắt đầu hoạt động vào mùa hè năm 2017.
Các buổi thử giọng tiến hành vào tháng 1 đến ngày 5/2/2017, trong thời gian này 2 thành viên của AKB48 là Watanabe Mayu và Kashiwagi Yuki đã đến thăm chính quyền của 7 tỉnh Setouchi (Hiroshima, Yamaguchi, Ehime, Hyogo, Okayama, Tokushima và Kagawa) để quảng bá cho buổi thử giọng
Vào ngày 22/2, STU48 thông báo Okada Nana của AKB48 và Sashihara Rino của HKT48 sẽ là thành viên kiêm nhiệm của STU48, và lần lượt giữ các vị trí đội trưởng và quản lý nhà hát.
Vào ngày 19/3, nhóm giới thiệu các thành viên thế hệ đầu tiên với 44 ứng viên vượt qua buổi thử giọng . Vào ngày 31/3, thế hệ đầu tiên của STU48 ra đời với 31 thành viên.
Vào tháng 4, Tổ chức Tiếp thị Điểm đến Setouchi, hội đồng du lịch vùng Setouchi tuyên bố hỗ trợ STU48 dưới các hình thức đầu tư vốn, hỗ trợ phát triển kinh doanh và hỗ trợ phối hợp với chính quyền địa phương
Vào ngày 31/5, AKB48 phát hành single  thứ 48 Negaigoto no Mochigusare, bao gồm bài hát đầu tiên của STU48 là Setouchi no Koe (sau đó được đưa vào single đầu tay Kurayami vào năm 2018). MV  đầu tiên "Setouchi no Koe" phát hành vào tháng 6/2017.
Vào ngày 22/11, STU48 ra mắt bài hát mới Omoidasete Yokatta, cùng ngày AKB48 phát hành single  thứ 50 11-gatsu no Anklet. 3 ngày sau khi phát hành single thứ 50, Sashihara Rino hủy bỏ vị trí kiêm nhiệm để tập trung hoạt động với HKT48.

### 2018–2019: Kurayami, Kaze wo Matsu, Daisuki na Hito
Vào ngày 16/1, chương trình tạp kỹ STU48 no Setobingo! (STU48 の セ ト ビ ン ゴ！)  do nhóm hài Maple Chōgōkin (Kazlaser và Ando Natsu) dẫn bắt đầu phát sóng trên Nippon TV với 11 tập đến 26/3
Single đầu tiên của STU48, "Kurayami" (暗闇), được phát hành vào ngày 31/1
Vào ngày 14/4, quản lý nhà hát Yamamoto Manabu tiết lộ con tàu của họ trước đây do Iki-Tsushima Sea Line hay ITSL (tên cũ là Mikasa, み か さ) điều hành, sẽ được sử dụng làm Nhà hát cho STU48, đặc biệt là cho các buổi biểu diễn sắp tới. Trước đây nó là tàu hàng hải dạng Roll-on/roll-off trước khi chuyển đổi thành nhà hát. Tiếp theo là vào tháng 7, họ thông báo phát hành single thứ 2, dự kiến sẽ vào ngày 29/8. Nhưng do ảnh hưởng từ trận lũ lụt tại Nhật Bản năm 2018, việc phát hành single thứ 2 và hoạt động của nhà hát trên tàu đã được dời sang năm 2019.
Vào tháng 10, nhóm thông báo thành lập 5 nhóm nhỏ Setomaiku, Charming Trip, Katte ni! Shikoku Kanko Taishi, STUDIO và Seto7. Bên cạnh việc biểu diễn âm nhạc, 5 nhóm nhỏ cũng sẽ tập trung vào các loại hoạt động khác nhau.
Vào tháng 11, nhóm đạt giải Nghệ sĩ mới của năm tại Japan Record Awards lần thứ 60, đồng thời có đề cử tại hạng mục Nghệ sĩ mới xuất sắc nhất. Họ là nhóm đầu tiên trong AKB48 Group giành được danh hiệu
Vào ngày 25/12, nhóm phát hành sách ảnh đầu tiên Mirai Kōro (未来航路). Vào ngày 26/12, nhóm phát hành MV  cho ca khúc chủ đề single thứ 2 "Kaze wo Matsu" (風 を 待 つ), được quay bằng máy bay không người lái ở Onomichi, Hiroshima.
Vào ngày 13/2/2019, STU48 phát hành "Kaze wo Matsu" với 5 phiên bản, bao gồm DVD có các thành viên mặc đồng phục của các trường học tại Setouchi. Doanh số tuần đầu tiên đạt 276.316 bản theo Oricon, gấp đôi so với single đầu tay. Vào ngày 25/2, 2 thành viên Honoka Yano và Azusa Fujiwara  tự tay sơn tên con tàu lên mũi tàu. Ngoài ra, nhóm phát hành danh sách các địa điểm mà STU48-go sẽ cập bến tại các buổi biểu diễn nhà hát. Vào ngày 16/4, con tàu của nhóm STU48-go chính thức được hạ thủy trong buổi lễ chạy thử tàu tại Cảng Hiroshima. Sự kiện được phát trực tiếp trên Showroom và có sự tham dự của Thống đốc tỉnh Hiroshima Yuzaki Hidehiko và các quan chức chính phủ khác. STU48 biểu diễn trực tiếp tại nhà hát trên tàu lần đầu tiên với vở kịch "GO! GO! Little SEABIRDS !!" do Imamura Nezumi sản xuất.
Vào ngày 2/6, trong một tập của show STU48 Imousu TV, nhóm thông báo single thứ 3 sẽ phát hành vào ngày 31/7. 1 tháng sau, MV  Daisuki na Hito (大好きな人) đã được phát hành.
Vào ngày 27/10, nhóm công bố các thành viên chính thức cho Thế hệ thứ 2. Đến ngày 3/12, 24 thành viên mới gia nhập nhóm với tư cách là thực tập sinh thế hệ thứ 2, buổi biểu diễn đầu tiên của họ diễn ra trên STU48-go vào ngày 21 và 22/12.

### 2020: Mubou na Yume wa Sameru Koto ga Nai,  Omoidaseru Koi wo Shiyou
Vào ngày 11/1, nhạc kịch Bokutachi no Koi no Yokan (lần thứ 2) được tổ chức trên Nhà hát STU48 do Okada Nana sản xuất khi cập cảng Hiroshima. Vở kịch bao gồm bài hát "Teokure Caution" (手 遅 れ caution) do =LOVE- nhóm nhạc thần tượng dẫn dắt bởi cựu thành viên STU48 và HKT48 Sashihara Rino.
Vào ngày 18/1, trong buổi biểu diễn tại Tokyo Dome City Hall, Okada Nana thông báo sẽ từ chức đội trưởng (đồng thời là tổng quản) nhóm, thay thế sẽ là Imamura Mitsuki với tư cách là đội trưởng mới, và Fukuda Akari sẽ là đội phó. Ngoài ra, cô cho biết sẽ duy trì tư cách thành viên kiêm nhiệm của mình với tư cách là một thành viên của STU48. Vào ngày 29/1, nhóm phát hành single  thứ 4 Mobou na Yume wa Sameru Koto ga Nai
Vào ngày 28/3, do ảnh hưởng của đại dịch COVID-19, lễ kỷ niệm 3 năm của nhóm được tổ chức trực tiếp trên ứng dụng Niconico. Ngoài ra, nhóm thông báo single thứ 5 sẽ phát hành vào ngày 27/5, nhưng sau đó đã bị hoãn lại do đại dịch và chuyển sang ngày 2/9. Vào ngày 4/6, STU48 thông báo về việc đổi mới các nhóm nhỏ
Vào ngày 9/7, nhóm thông báo STU48-go sẽ dừng hoạt động vào mùa xuân năm 2021 và các buổi biểu diễn vào năm tới sẽ được tổ chức quanh khu vực Setouchi. Nhóm ra mắt single thứ 5 Omoidaseru Koi wo Shiyou vào ngày 2/9 với 2 phiên bản khác nhau 
Vào ngày 2-4/10, nhóm tham gia Tokyo Idol Festival 2020, tham dự cùng AKB48 và các nhóm chị em, nhóm tham gia các buổi biểu diễn vào ngày 2 và 3/10. Ngoài ra, Nhà hát STU48 cập cảng vào các buổi biểu diễn vào ngày 3/10.
Vào ngày 1/12, Ikeda Yura và Okada Nana lần lượt giành được vị trí thứ nhất và thứ 3 tại AKB48 Group No. 1 Singer Contest lần thứ 3, Yano Honoka cũng đứng trong top 8 thí sinh lọt vào vòng chung kết, Trong số 6 nhóm thuộc AKB48 Group, STU48 có nhiều thành viên nhất tiến vào vòng chung kết với 7 người: Ikeda Yura, Yano Honoka, Okada Nana (đại diện cho cả STU48 và AKB48), Kojima Aiko, Mineyoshi Arisa,Taniguchi  Mahina và Shimizu Sara (bỏ cuộc vì lý do sức khỏe)

### 2021: Hitorigoto de Kataru Kurainara,  Hetaretachi yo
Vào ngày 15/1, STU48 tổ chức concert tại Nippon Budokan lần đầu tiên, nhóm thông báo sẽ phát hành single thứ 6 vào ngày 17/2 và có concert kỷ niệm 4 năm sẽ được tổ chức tại Hiroshima Sun Plaza Hall vào ngày 13/3. Đến ngày 1/2, nhóm ra mắt MV cho single thứ 6 Hitorigoto de Kataru Kurainara
Vào ngày 7/2, nhóm thông báo STU48-go sẽ ngừng hoạt động vào ngày 23/5.
Vào ngày 13/3, STU48 tổ chức concert kỷ niệm 4 năm ra mắt tại Hiroshima Sun Plaza Hall mang tên STU48 4th Anniversary Concert ~Bokura wa Koko kara ga Sugoizo!~ (STU48 4周年コンサート〜僕らはここからが凄いぞ！〜)
Vào ngày 5/4, Ishida Chiho- center cho bài hát Hitorigoto de Kataru Kurainara thông báo sẽ tạm dừng hoạt động vì lý do sức khỏe. Tamura Natsuki là người thay thế cô 2 ngày sau đó, đặc biệt là trong các buổi biểu diễn nhà hát. Nhóm tổ chức tour diễn 『ありがとう！STU48号ツアー』 ("Thank you! "STU48 Tour") từ 10/4 đến 23/5. Nhóm cho biết sẽ phát hành single thứ 7 Hetaretachi yo vào ngày 20/10, đây sẽ là single cuối cùng của Okada Nana  khi cô thông báo sẽ hủy bỏ kiêm nhiệm cho STU48

## Nhà hát
Nhà hát STU48 trước đây nằm trên một chiếc phà có tên STU48-go (ＳＴＵ48 号). Trước đây nó được gọi là Mikasa (み か さ) và được điều hành bởi Iki-Tsushima Sea Line (ITSL),  nó là tàu hàng hải dạng Roll-on/roll-off trước khi được ban quản lý STU48 mua lại.
Ban quản lý STU48 quyết định mở cuộc thi đặt tên con tàu vào ngày 11/5/2018. Từ khoảng 2000 cái tên, 24 cái tên được các thành viên chọn cho người hâm mộ bỏ phiếu  vào ngày 30/6 thông qua ứng dụng SHOWROOM, và STU48-go trở thành tên mới khi giành được nhiều phiếu bầu nhất (9,8%)
Việc tu sửa STU48-go được thực hiện tại các cơ sở của Japan Marine United ở Onomichi, Hiroshima. Một số thành viên đến thăm xưởng đóng tàu trong quá trình tu sửa, Fujiwara Azusa và Yano Honoka đã tự tay sơn tên con tàu lên mũi tàu. Vào ngày 22/1/2019, nhóm  phát hành MV cho bài hát "Shukkō" (出航) từ đĩa đơn thứ 2 sắp tới, được quay trên tàu cùng nhà hát trên tàu chưa hoàn thành do tất cả 33 thành viên và thực tập sinh đang hoạt động vào thời điểm đó.
Vào ngày 25/2, nhóm công bố danh sách các địa điểm mà STU48-go sẽ cập bến tại các buổi biểu diễn nhà hát. Con tàu được cấp giấy đăng kiểm vào ngày 19/3, sau đó chính thức vận hành vào ngày 16/4. Cảng và mạn phải của tàu mang mã "UW2", có nghĩa là "Chào mừng" theo cờ hiệu hàng hải.
Vào ngày 15/7, STU48-go có mặt tại sự kiện Marine Day do Dự án C to Sea tổ chức, tổ chức tại Cảng Tokyo..
Vào ngày 9/7/2020, nhóm thông báo STU48-go sẽ dừng hoạt động vào mùa xuân năm 2021 và các buổi biểu diễn vào năm tới sẽ được tổ chức quanh khu vực Setouchi Vào ngày 7/2/2021, chuyến lưu diễn cuối cùng của con tàu đã được công bố, bắt đầu vào ngày 10/4 và kết thúc vào ngày 23/5, với điểm dừng cuối cùng tại Cảng Hiroshima ở thành phố Hiroshima.

### Các buổi diễn tại nhà hát (Stage)
| Năm  | Tên                       | Thời gian  |
| 2019 | GO!GO! little SEABIRDS!!  | 16/4-20/12 |
| 2020 | Bokutachi no Koi no Yokan | 11/1-nay   |

| Năm  | Tên                       | Thời gian |
| ---- | ------------------------- | --------- |
| 2020 | Boku no Taiyou (僕の太陽) | 20/2-nay  |

## Thành viên

### Thành viên hiện tại

#### Thế hệ thứ nhất
| Tên                           | Ngày sinh         | Ghi chú                            |
| Ishida Chiho (石田千穂)       | 17 tháng 3, 2002  |                                    |
| Ishida Minami (石田みなみ)    | 11 tháng 10, 1998 |                                    |
| Mitsuki Imamura (今村美月)    | 19 tháng 2, 2000  | Đội trưởng (bổ nhiệm tháng 1/2020) |
| Iwata Hina (岩田陽菜)         | 23 tháng 2, 2003  |                                    |
| Kai Kokoa (甲斐心愛)          | 28 tháng 11, 2003 |                                    |
| Kadowaki Miyuna (門脇実優菜)  | 13 tháng 3, 2003  | Thông báo tốt nghiệp               |
| Sakaki Miyu (榊美優)          | 28 tháng 4, 2002  | Thông báo tốt nghiệp               |
| Takino Yumiko (瀧野由美子)    | 24 tháng 9, 1997  |                                    |
| Taniguchi Mahina (谷口茉妃菜) | 3 tháng 2, 2000   |                                    |
| Hyodo Aoi (兵頭葵)            | 18 tháng 1, 2001  |                                    |
| Akari Fukuda (福田朱里)       | 29 tháng 3, 1999  | Đội phó (bổ nhiệm tháng 1/2020)    |
| Fukuda Akari (峯吉愛梨沙)     | 2 tháng 9, 2004   |                                    |
| Morishita Maiha (森下舞羽)    | 4 tháng 10, 2004  |                                    |
| Yano Honoka (矢野帆夏)        | 6 tháng 8, 1999   |                                    |

#### Thế hệ thứ 2
| Tên                         | Ngày sinh         | Ghi chú                |
| Ikeda Yura (池田裕楽)       | 8 tháng 2, 2004   | Thăng cấp từ 1/10/2021 |
| Imaizumi Miria (今泉美莉愛) | 5 tháng 10, 2001  | Thông báo tốt nghiệp   |
| Rine Utsumi (内海里音)      | 5 tháng 11, 2002  |                        |
| Osaki Serika (尾崎世里花)   | 16 tháng 11, 1997 |                        |
| Kawamata Anna (川又あん奈)  | 4 tháng 11, 2002  |                        |
| Kawamata Yuuna (川又優菜)   | 10 tháng 12, 2003 |                        |
| Kudō Riko (工藤理子)        | 29 tháng 3, 2002  |                        |
| Kojima Aiko (小島愛子)      | 7 tháng 12, 1997  |                        |
| Sako Himeka (迫姫華)        | 14 tháng 3, 2007  |                        |
| Shimizu Sara (清水紗良)     | 12 tháng 2, 2006  |                        |
| Suzuki Ayaka (鈴木彩夏)     | 24 tháng 8, 2000  |                        |
| Takao Sayaka (高雄さやか)   | 4 tháng 12, 1998  |                        |
| Taguchi Reika (田口玲佳)    | 2 tháng 6, 2001   | Thông báo tốt nghiệp   |
| Tanaka Miho (田中美帆)      | 3 tháng 9, 2002   |                        |
| Nakahiro Yayoi (中廣弥生)   | 29 tháng 3, 2002  | Thông báo tốt nghiệp   |
| Harada Sayaka (原田清花)    | 19 tháng 6, 2001  |                        |
| Minami Yurina (南有梨菜)    | 18 tháng 12, 2002 | Thông báo tốt nghiệp   |
| Muneyuki Rika (宗雪里香)    | 15 tháng 6, 2000  |                        |
| Yoshizaki Rinko (吉崎凜子)  | 8 tháng 9, 2002   |                        |
| Yoshida Sara (吉田彩良)     | 19 tháng 2, 2002  |                        |
| Rissen Momoka (立仙百佳)    | 30 tháng 11, 2004 |                        |
| Watanabe Natsuki (渡辺菜月) | 12 tháng 12, 2000 |                        |

#### Thế hệ Draft thứ 3
| Tên                       | Ngày sinh        | Ghi chú |
| Oki Yūka (沖侑果)         | 1 tháng 12, 1999 |         |
| Shinano Soraha (信濃宙花) | 9 tháng 8, 2003  |         |
| Nakamura Mai (中村舞)     | 4 tháng 4, 1999  |         |

### Cựu thành viên
| Tên                          | Ngày sinh         | Ghi chú                                      |
| Kuroiwa Yui (黒岩唯)         | 11 tháng 8, 2002  | Tốt nghiệp ngày 18/11/2017                   |
| Sashihara Rino (指原莉乃)    | 21 tháng 11, 1992 | Việc kiêm nhiệm kết thúc vào ngày 25/11/2017 |
| Ozaki Mami (尾﨑舞美)        | 18 tháng 12, 2000 | Tốt nghiệp ngày 25/3/2018                    |
| Cho Orie (張織慧)            | 18 tháng 10, 2001 | Tốt nghiệp ngày 13/4/2018                    |
| Mizoguchi Aiko (溝口亜以子)  | 20 tháng 8, 2001  | Tốt nghiệp vào tháng 3/2019                  |
| Yura Akari (由良朱合)        | 12 tháng 3, 1999  | Tốt nghiệp vào tháng 8/2019                  |
| Ichioka Ayumi (市岡愛弓)     | 21 tháng 8, 2003  | Tốt nghiệp vào tháng 8/2019                  |
| Maemura Himea (前村姫亜)     | 14 tháng 6, 2007  | Tốt nghiệp vào tháng 12/2019                 |
| Isogai Kanon (磯貝花音)      | 1 tháng 6, 2000   |                                              |
| Kadota Momona (門田桃奈)     | 26 tháng 8, 1999  |                                              |
| Sugahara Saki (菅原早記)     | 14 tháng 11, 2001 |                                              |
| Sano Haruka (佐野遥)         | 16 tháng 8, 1995  |                                              |
| Shioi Hinako (塩井日奈子)    | 7 tháng 1, 2000   |                                              |
| Torobu Yuri (土路生優里)     | 24 tháng 3, 1999  |                                              |
| Fujiwara Azusa (藤原あずさ)  | 10 tháng 5, 1998  |                                              |
| Mishima Haruka (三島遥香)    | 18 tháng 4, 1998  |                                              |
| Mori Kaho (森香穂)           | 1 tháng 6, 1997   |                                              |
| Kondō Arisu (近藤ありす)     | 13 tháng 2, 2003  |                                              |
| Shintani Nonoka (新谷野々花) | 23 tháng 5, 2004  | Tốt nghiệp ngày 31/7/2020                    |
| Tanaka Kōko (田中皓子)       | 16 tháng 6, 1996  | Tốt nghiệp ngày 21/3/2021                    |
| Otani Marina (大谷満理奈)    | 14 tháng 2, 2004  | Tốt nghiệp ngày 4/6/2021                     |
| Tamura Natsuki (田村菜月)    | 4 tháng 8, 2002   | Tốt nghiệp ngày 25/7/2021                    |
| Yabushita Fu (薮下楓)        | 7 tháng 10, 2000  | Tốt nghiệp ngày 8/8/2021                     |
| Okada Nana (岡田奈々)        | 7 tháng 11, 1997  |                                              |

## Nhóm nhỏ
Đây là các nhóm nhỏ hoạt động tính đến tháng 6/2021. Ngoại trừ Okada Nana đang hoạt động cùng AKB48, tất cả các thành viên và thực tập sinh đều thuộc ít nhất 1 nhóm nhỏ.

### Các nhóm nhỏ cho đĩa đơn
- Senbatsu (選抜)
- CGB41
- 20th century birth member song unit (20世紀生誕メンバー)
- 21st century birth member song unit (21世紀生誕メンバー)
- ToroMichuKokko (とろみちゅこっこ)
- STU48 Vocal Senbatsu (STU48 ボーカル選抜)
- Hiro Tele! Bridal Jouhou Center (広テレ!ブライダル情報センター)
- FuuChiho (ふうちほ)
- Setouchi PR Unit (瀬戸内PR部隊)

### Các nhóm nhỏ biểu diễn
- Katte ni! Shikoku Kanko Taishi (勝手に！四国観光大使)
- STUDIO
- Charming Trip
- MiKER!

### Khác
- Aoi Himawari (青い向日葵): Imamura Mitsuki (ghi ta), Takino Yumiko (Saxophone), Hyodo Aoi (bass), Sakaki Miyu (Trống), Fukuda Akari (Organ)

## Danh sách sự kiện

### Các chuyến lưu diễn & concert
| Năm  | Tên | Thời gian      | Địa điểm | Chú thích                                                                                    |
| 2018 | STU48 Tandoku Concert ~Fan ni Natte Kudasai~ (STU48単独コンサート〜ファンになってください〜)                                               | 21/1           | Tokyo Dome City Hall,Tokyo | Concert đầu tiên của STU48                                                                   |
| 2018 | STU48 Charity Concert Tour "Ganbarou! Setouchi" (西日本豪雨災害支援活動「がんばろう！瀬戸内」STU48チャリティーコンサートツア)              | 8/9-3/10       | - Morinomiya Piloti Hall (Osaka) - Fukuoka Convention Center (Fukuoka) - Shinjuku Bunka Center, Tokyo                                           |                                                                                              |
| 2019 | STU48 2nd Anniversary Concert (STU48 2周年記念コンサート)                                                                                  | 31/3           | Hiroshima International Convention Center, Phoenix Hall                                                                                         | Concert kỷ niệm 2 năm ra mắt                                                                 |
| 2019 | STU48 Zenkoku Tour 2019 ~Fune de Iku wake de wa arimasen~ (STU48 全国ツアー2019 〜船で行くわけではありません〜)                            | 11/7-24/2/2020 | Toàn Nhật Bản | Chuyến lưu diễn toàn quốc đầu tiên                                                           |
| 2019 | Tokyo Idol Festival 2019 | 2-4/8          | Odaiba Aomi Peripheral Area, Odaiba, Tokyo | Biểu diễn cùng các nhóm chị em thuộc AKB48, BNK48, Hinatazaka46, Yoshimotozaka46, Nogizaka46 |
| 2020 | STU48 Senbatsu Concert ~Tokyo ni wa Somaranaide Kaerimasu~ (STU48選抜コンサート～東京には染まらないで帰ります。～)                         | 18/1           | Tokyo Dome City Hall,Tokyo |                                                                                              |
| 2020 | STU48 Ishida Chiho solo concert 〜Ie! ni Kaeru Made ga Chiho Kondesu〜 (STU48石田千穂ソロコンサート〜いえっ！に帰るまでがちほコンです。〜) | 24/1           | Tokyo Dome City Hall,Tokyo | Buổi diễn solo của Ishida Chiho                                                              |
| 2020 | Tokyo Idol Festival 2020 | 2-4/10         | Odaiba Aomi Peripheral Area, Odaiba, Tokyo | Biểu diễn cùng các nhóm chị em thuộc AKB48, Hinatazaka46, Nogizaka46, Iz*One                 |
| 2020 | AYAKARNIVAL 2020 | 12/12          | Tổ chức trực tuyến | STU48 hợp tác với ＝ LOVE và ≠ ME.                                                           |
| 2021 | Shinshun STU48 Concert 2021 ~Setouchi kara GO TO Budoukan~ (新春STU48コンサート2021〜瀬戸内からGO TO 武道館〜)                             | 15/1           | Nippon Budokan, Tokyo |                                                                                              |
| 2021 | STU48 4th Anniversary Concert ~Bokura wa Koko kara ga Sugoizo!~ (STU48 4周年コンサート〜僕らはここからが凄いぞ！〜)                        | 13/3           | Hiroshima Sun Plaza Hall, Hiroshima | Concert kỷ niệm 4 năm ra mắt                                                                 |
| 2021 | STU48 4th Anniversary Concert ~Sao Mirai wo Sagashi ni Ikou ka?~ (STU48 4周年コンサート〜さあ 未来を探しに行こうか？〜)                    | 13/3           | Hiroshima Sun Plaza Hall, Hiroshima | Concert kỷ niệm 4 năm ra mắt                                                                 |
| 2021 | Thank you! "STU48 Tour"『ありがとう！STU48号ツアー』                                                                                       | 10/4-23/5      | Vùng Setouchi | Chuyến lưu diễn cuối cùng của con tàu STU48-go                                               |
| 2021 | STU48 Setouchi Summer Tour 2021 ~ Sunglasses Days ~ (STU48 瀬戸内サマーツアー2021～サングラスデイズ～)                                     | 18/7-12/9      | - KDDI Restoration Hall, tỉnh Yamaguchi - Sunport Hall Takamatsu, tỉnh Kagawa - Akurie Himeji, tỉnh Hyogo - Hiroshima Sun Plaza Hall, Hiroshima | Chuyến lưu diễn mùa hè                                                                       |
| 2021 | STU48 Yabushita Fu Graduation Concert ～Kaede ga Ita Koto～ (STU48 薮下楓卒業コンサート～楓がいたこと～)                                   | 8/8            | Kobe International House Kokusai Hall | Concert tốt nghiệp của Yabushita Fu                                                          |
| 2021 | Tokyo Idol Festival 2021 | 1-3/10         | Odaiba Aomi Peripheral Area, Odaiba, Tokyo | Biểu diễn cùng các nhóm chị em thuộc AKB48                                                   |

### Các cuộc tổng tuyển cử
Do là nhóm chị em thuộc AKB48 Group nên nhóm cũng tham gia các cuộc tổng tuyển cử cùng AKB48 cùng các sự kiện khác
- 2017: AKB48 49th Single Senbatsu Sousenkyo 〜Mazu wa Tatakaou! Hanashi wa Sorekara da〜 (49thシングル 選抜総選挙～まずは戦おう！話はそれからだ～)[53]
- 2018: AKB48 53rd Single Sekai Senbatsu Sousenkyo 〜Sekai no Center wa Dare da?〜 (AKB48 53rdシングル 世界選抜総選挙 〜世界のセンターは誰だ？〜)[54]

### AKB48 Group Singing Competition
- 2020: AKB48 Group Third Singing Contest

## Danh sách phim & chương trình truyền hình

### Chương trình truyền hình
- SETOBINGO! (2018)

### Web Show
- Setouchi Gakuen (2020-nay)

### Game
- STU48 no 7 Narabe (2017)

## Danh sách đĩa nhạc

### Đĩa đơn
| # | Tên                                                               | Phát hành  | Vị trí | Vị trí  | Tiêu thụ (Oricon) | Tiêu thụ (Oricon) | Tiêu thụ theo Billboard Japan |
| # | Tên                                                               | Phát hành  | Oricon | Hot 100 | First week        | Total             | Tiêu thụ theo Billboard Japan |
| - | ----------------------------------------------------------------- | ---------- | ------ | ------- | ----------------- | ----------------- | ----------------------------- |
| 1 | "Kurayami" (暗闇)                                                 | 31/1/2018  | 1      | 1       | 136,456           | 186,276           | 201,772                       |
| 2 | "Kaze wo Matsu" (風を待つ)                                        | 13/2/2019  | 1      | 1       | 276,316           | 308,983           | 337,906                       |
| 3 | "Daisuki na Hito" (大好きな人)                                    | 31/7/2019  | 1      | 1       | 254,007           | 266,797           | 311,353                       |
| 4 | "Mubō na Yume wa Sameru Koto ga Nai" (無謀な夢は覚めることがない) | 29/1/2020  | 1      | 1       | 287,713           |                   |                               |
| 5 | "Omoidaseru Koi wo Shiyō" (思い出せる恋をしよう)                  | 2/9/2020   | 1      |         | 164,000           |                   |                               |
| 6 | "Hitorigoto de Kataru Kurainara" (独り言で語るくらいなら)         | 17/2/2021  | 2      |         | 175,092           |                   |                               |
| 7 | Hetaretachi yo (ヘタレたちよ)                                     | 20/10/2021 |        |         |                   |                   |                               |

## Giải thưởng và thành tựu
| Năm  | Giải thưởng              | Hạng mục                | Đề cử    | Kết quả   |
| 2018 | 60th Japan Record Awards | Giải thưởng nghệ sĩ mới | STU48    | Đoạt giải |
| 2019 | 11th CD Shop Awards      | Shikoku Block Award     | Kurayami | Đoạt giải |